# Ingunn
Ingunn  è un nome proprio di persona norvegese e islandese femminile.

## Varianti in altre lingue
- Lettone: Ingūna[1]
- Norreno: Ingunnr[2]

## Origine e diffusione
Continua l'antico nome teoforico norreno Ingunnr, composto dal nome del dio Ing e dalla radice unna ("amore"). Alla stessa divinità fanno riferimento anche i nomi Ingrid, Ingeborg, Ingemar, Ingolf, Ingegerd e Ingvar.

## Persone

### Variante Ingūna
- Ingūna Butāne, modella lettone